# Gintaras Vaičekauskas
Gintaras Vaičekauskas (ur. 6 marca 1962 w Kownie) – litewski dziennikarz i polityk, poseł na Sejm Republiki Litewskiej.

## Życiorys
W 1988 uzyskał dyplom trenera żeglarstwa i nauczyciela wychowania fizycznego na Litewskiej Akademii Wychowania Fizycznego. W latach 1983–1984 był typografem w drukarni Rytas w Kłajpedzie. W latach 1988–1990 pracował jako instruktor żeglarstwa w klubie sportowym Žalgiris Kowno. Następnie do 1999 był dziennikarzem dziennika „Vakarų ekspresas”. W latach 2000−2016 pracował jako dziennikarz i redaktor w stacji telewizyjnej Balticum TV.
W wyborach parlamentarnych w 2016 z ramienia Ruchu Liberalnego Republiki Litewskiej uzyskał mandat posła na Sejm.

## Odznaczenia
- Medal Rady Bałtyckiej – 2018[2]